# Heraldo de Lluchmayor
Heraldo de Lluchmayor fou un setmanari fundat a Llucmajor, Mallorca, el gener de 1916 per Bartomeu Frau Llinàs i Antoni Roca Creus, que duia per subtítol Semanario independiente de avisos y noticias. Estava redactat en castellà i desaparegué el novembre de 1923.
Oferia informació local, provincial, nacional i internacional, dins una línia moderada de republicanisme històric. En fou director Antoni Roca i col·laboradors Guillem Aulet Pericàs, Jaume Caldés Garcia, Rufino Carpena Montesinos, Lluc Clar Fullana, Pere Joan Horrach Puig, Mateu Monserrat Calafat, Joan Monserrat Parets, Pere Francesc Salvà i Salvà i els poetes Sebastià Guasp, Francesc Pomar i Maria Antònia Salvà.